# Аргунов, Павел Александрович
Павел Александрович Аргунов (5 (17) сентября 1862, Иркутск — 11 марта 1944, Москва) — русский революционер, журналист, историк. Один из основателей «Общества переводчиков и издателей» (1882—1884).

## Биография
Родился в семье чиновника Департамента горных и соляных дел. В 1881 году окончил гимназию в Иркутске и поступил в Московский университет.
Учился сначала на медицинском факультете, затем перевёлся на юридический, где в августе 1882 года вместе с другими студентами создал тайное «Общество переводчиков и книгоиздателей», распространявшее запрещённую западную литературу, в частности, труды Маркса и Энгельса.
В 1884 году полиция вышла на организацию и начала аресты. Аргунов был исключён из университета и до середины 1886 года находился в тюрьме. 28 сентября 1886 года по высочайшему повелению выслан в Восточную Сибирь на пять лет. Ссылку отбывал в Ужуре, Шушенском, Минусинске. В 1887 году был приговорён к двухнедельному тюремному заключению за оскорбление томского вице-губернатора.
За время пребывания в Сибири печатался в местных изданиях, работал в Минусинском музее, подготовил описание местного сельского хозяйства — «Очерки сельского хозяйства Минусинского края и объяснительный каталог сельскохозяйственного отдела Минусинского музея» (1892).
По окончании ссылки выехал жил в разных городах Российской империи, пока не обосновался в Саратове. Здесь начал печататься в «Саратовском дневнике» и «Саратовском листке», вскоре став одним из редакторов издания. Для публикаций использовал псевдоним «Свой».
После революции смог продолжить образование и в 1921 году окончил Саратовский университет. В 1925 году получил звание доцента. В 1941 году перешёл на работу в Института истории АН СССР.